# Fábio Vidrago
Fábio Vidrago (født 28. oktober 1988 i Braga, Portugal) er en portugisisk tidligere håndboldspiller, som spiller i S.L. Benfica og på Portugals herrehåndboldlandshold.
Han vandt det Portugisiske mesterskab 1 gang i 2016 med ABC Braga. Her vandt han også den portugisiske pokalturnering 4 gange, 3 med Braga og én gang med Benfica. Her vandt han også EHF Challenge Cup i 2016.
Han deltog under EM i håndbold 2020 i Sverige/Østrig/Norge.